# Reszel (gromada)
Reszel – dawna gromada, czyli najmniejsza jednostka podziału terytorialnego Polskiej Rzeczypospolitej Ludowej w latach 1954–1972.
Gromady, z gromadzkimi radami narodowymi (GRN) jako organami władzy najniższego stopnia na wsi, funkcjonowały od reformy reorganizującej administrację wiejską przeprowadzonej jesienią 1954 do momentu ich zniesienia z dniem 1 stycznia 1973, tym samym wypierając organizację gminną w latach 1954–1972.
Gromadę Reszel z siedzibą GRN w mieście Reszlu (nie wchodzącym w jej skład) utworzono – jako jedną z 8759 gromad na obszarze Polski – w powiecie reszelskim w woj. olsztyńskim na mocy uchwały nr 25 WRN w Olsztynie z dnia 4 października 1954. W skład jednostki weszły obszary dotychczasowych gromad Dębnik, Kępa Tolnicka, Klewno, Tolniki Małe i Worpławki oraz miejscowość Wólka Ryńska z dotychczasowej gromady Robawy ze zniesionej gminy Klewno w tymże powiecie. Dla gromady ustalono 13 członków gromadzkiej rady narodowej.
1 stycznia 1958 do gromady Reszel włączono obszar zniesionej gromady Mnichowo, a także wieś Pleśno oraz PGR-y Pleśno i Pleśnik ze zniesionej gromady Grzęda – w tymże powiecie.
1 stycznia 1959 powiat reszelski przemianowano na powiat biskupiecki.
30 czerwca 1968 do gromady Reszel włączono: a) wsie Leginy i Wola, osady Zygmuntowo, Łabędziewo i Plenowo, PGR Łężajny oraz gajówkę Gajówka Augustowska ze zniesionej gromady Samławki; b) wsie Sątopy i Tarniny, PGR-y Mołdyty, Nisko, Sątopy-Samulewo i Wojkowo oraz osady Dworzysko, Koprzywnik, Niski Młyn, Ryński Młyn i Świdówka ze zniesionej gromady Unikowo – w tymże powiecie.
1 stycznia 1972 do gromady Reszel włączono tereny o powierzchni 448 ha z miasta Reszel w tymże powiecie; z gromady Reszel wyłączono natomiast części obszarów wsi Robawy (60,50 ha) i Wólka Ryńska (1,96 ha), włączając je do Reszla.
Gromada przetrwała do końca 1972 roku, czyli do kolejnej reformy gminnej, po czym obszar zniesionej gromady Reszel wszedł w skład powiatu kętrzyńskiego w tymże województwie, w którym to 1 stycznia 1973 utworzono gminę Reszel.